# WrestleMania XXV

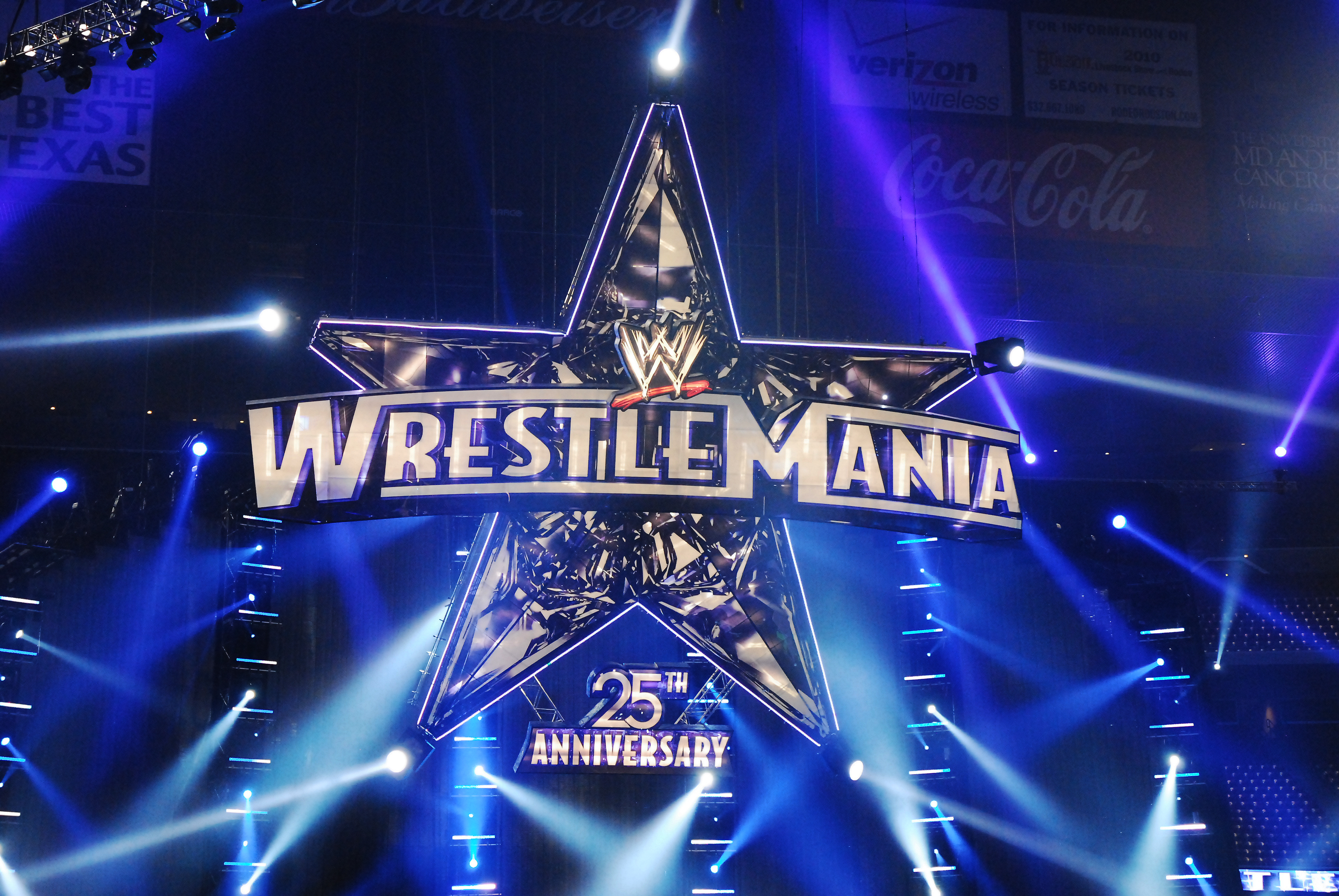
WrestleMania 25 Star (3421906192)

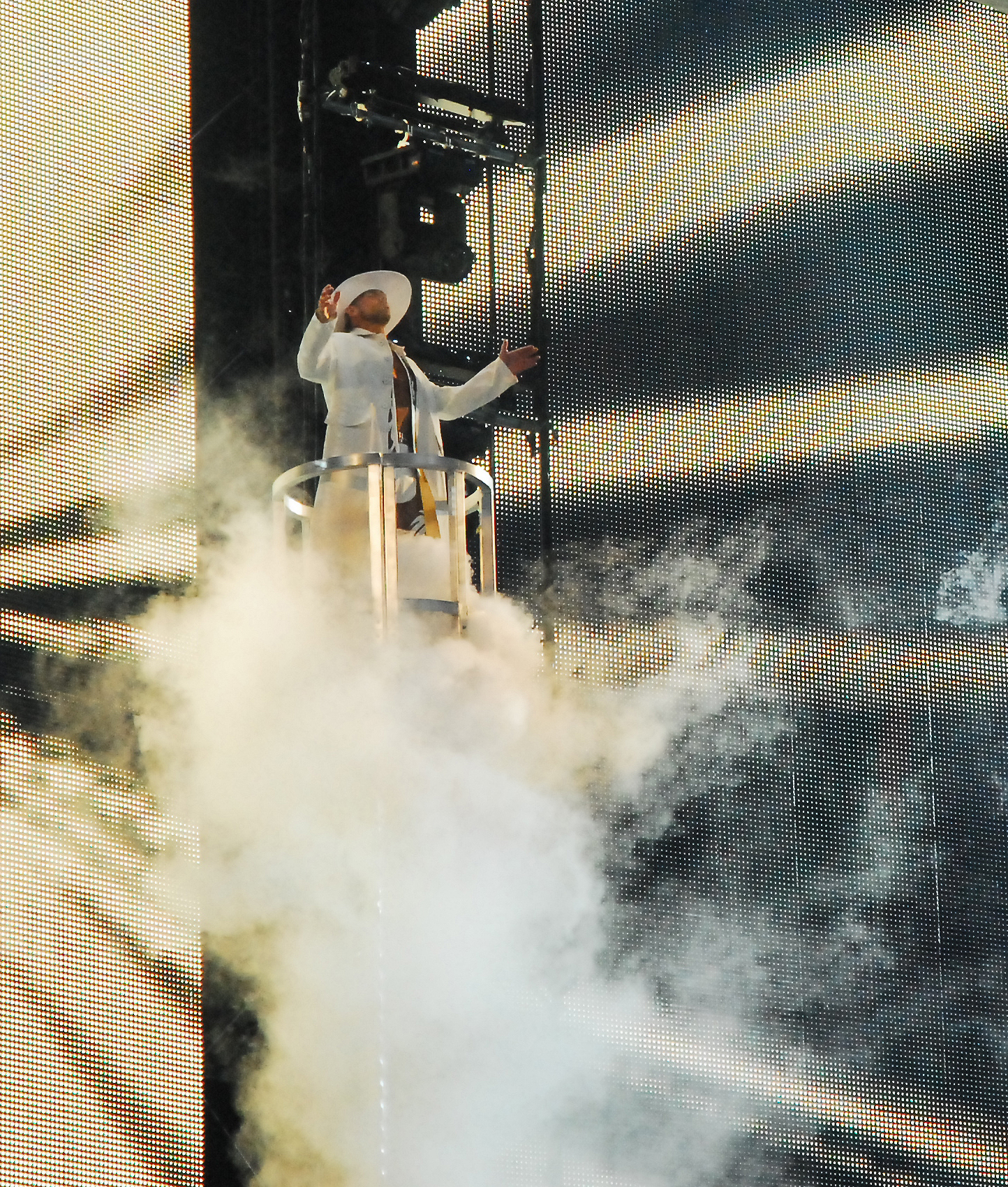
Shawn Michaels entarnce in WrestleMania 25

Wrestlemania XXV este a 25-a ediție a Wrestlemania organizată de World Wrestling Entertainment. A avut loc pe data de 5 aprilie 2009, fiind găzduit de Houston, Texas. Este a doua ediție disputată în Houston, Texas, orașul natal al lui The Undertaker după Wrestlemania 17. Sloganul acestei ediții este "Everything it's bigger in Texas, especially Wrestlemania". 
Meciuri
1.The Colons vs. John Morrison & The Miz, The Colons câștigă și devine WWE Raw Tag Team Championship.
2. CM Punk vs. Kane, Mark Henry, Montel Vontavious Porter, Shelton Benjamin, Kofi Kingston, Christian and Finlay. CM Punk câștigă în al doilea an consecutiv Money in the Bank.
3. Santina vs. Alicia Fox, Brie Bella, Eve Torres, Gail Kim, Jackie Gayda, Jillian Hall, Joy Giovanni, Katie Lea Burchill, Kelly Kelly, Layla, Maria, Maryse, Michelle McCool, Mickie James, Molly Holly, Natalya, Nikki Bella, Rosa Mendes, Sunny, Tiffany, Torrie Wilson și Victoria, într-un Battle Royal pentru titlul de Miss Wrestlemania 25. Santina câștigă după ce le elimină pe Melina și Beth Phoenix.
4.Chris Jericho vs. Roddy Piper, Ricky Steamboat and Jimmy Snuka
5.Matt Hardy def. Jeff Hardy(Extreme Rules match)
6.Rey Mysterio def. John "Bradshaw" Layfield (New Intercontinental Champion)
7.John Cena def. Edge si Big Show(New World Heaviweight Champion)
8.Triple H (c) def. Randy Orton(Still WWE Championship)
9.The Udertaker def. Shawn Michaels